# ADA (イギリス海軍)
ADA（英語: Action Data Automation）は、イギリス海軍の戦術情報処理装置。またこれをもとに武器管制機能を統合したADAWS（Action Data Automation Weapons System）についても本項で扱う。

## ADA
イギリス海軍では、戦闘指揮所（CIC）における情報処理の自動化を志向して、1951年にエリオット・ブラザーズに対してアナログコンピュータを用いた戦術情報処理装置の開発を発注した。これによって開発されたのがCDS（Comprehensive Display System）であり、1957年に空母「ヴィクトリアス」に搭載されて装備化されたのち、「ハーミーズ」およびカウンティ級駆逐艦前期建造艦（バッチ1）4隻にも搭載された。
一方、電子走査アレイ・レーダーである985型レーダーの開発とともに、更に多くの目標を処理する必要が生じると予想されたことから、1950年代中盤からは、海軍本部水上兵器部門において、信頼性や精度などの面で優れたデジタルコンピュータを用いたシステムの開発が着手されていた。これによって開発されたのが本システムで、1964年に空母「イーグル」に搭載して装備化した。システム区分はDAAとされた。
ADAはフェランティ社製ポセイドン汎用コンピュータ3基に加えて、レーダー目標探知・自動追尾用コンピュータ1基を用いて構築されていた。CDSと同様、空母の捜索レーダーで探知した目標情報を記録し、他の艦からの目標情報も受け入れることができた。一方、CDSとは異なり、異なる目標のデータを容易に比較し、最も脅威となる目標や、空母の艦上戦闘機が交戦できる目標を決定することができた。また戦術データ・リンクとしてはリンク 11に対応した。

## ADAWS

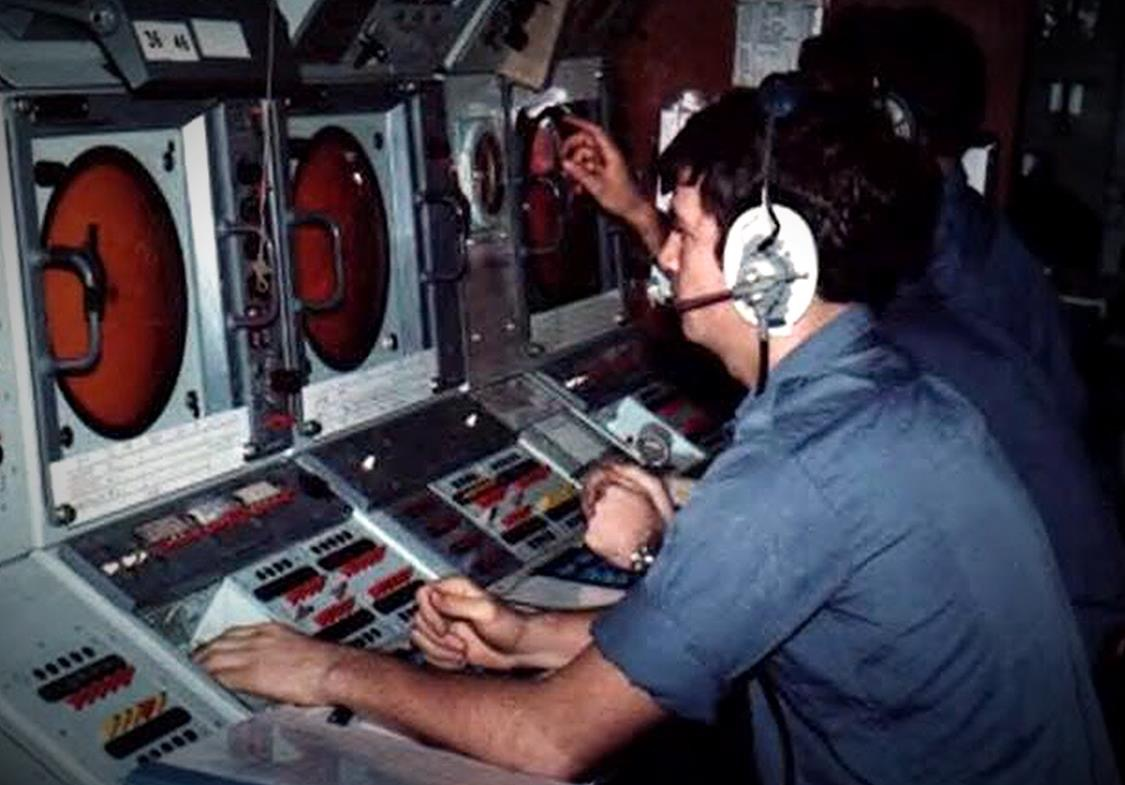
「カーディフ」搭載システムのコンソール

ADAをもとに艦対空ミサイルに対する射撃指揮および対潜兵器の攻撃指揮機能を統合したものがADAWSであり、システム区分はDABとなった。本システムでは脅威評価・武器管制（Computer-Assisted Target Evaluation, CATE）機能が実装されたが、これは当時のイギリス海軍ミサイル駆逐艦の同時交戦可能目標数が限られていたため、重要な機能であった。このように射撃指揮機能をも統合していることは、アメリカ合衆国の海軍戦術情報システム（NTDS）との大きな相違点であった。
ADA完成後、駆逐艦用のADAWSの開発には更に4年半を要し、1967年よりカウンティ級後期建造艦（バッチ2）の1番艦「ファイフ」に搭載されて試験に入った。ただし同艦搭載のシステムではコンピュータのクラッシュや自動探知ソフトウェアの不具合が発生し、実目標とクラッタが混在している場合の対応も困難であることが判明したことから、2番艦「グラモーガン」ではシステムを改訂して、ADAWS-1 Mk.2となった。これはより手動に近いシステムであり、オペレーターによる手動の目標入力に対応したほか、システムがクラッタを抑制するレベルを調整できるようになっていた。この時点では対空戦用途に限定されていたため、対潜戦を扱うためのJYC状況表示装置が別途に搭載されたほか、戦術状況をモニターするための専用ディスプレイも連接された。ソフトウェアも大幅に書き換えられており、このバージョンは1970年10月に3番艦「ノーフォーク」での試験に成功した。その後、42型駆逐艦に搭載されたADAWS-4では対潜戦も扱えるようになった。
ADAWSはいずれもコンピュータ2基を中核として構築されており、1基が目標情報の管理、1基が武器管制に用いられる。ディスプレイとしては、アナログ式のプレッシーMk.8をデジタル-アナログ変換回路を介して使用している。標準型のコンソールとしては12インチの円形モノクロCRTを備えたLPD（Labeled Plan Display）が用いられるほか、20インチのCRTを水平方向に配した海図台型のコンソールとしてJZも用いられる。通常のシステム構成ではJZコンソール2基が用いられているが、空母用のシステムでは4基に増備されている。戦術データ・リンクとして、駆逐艦用の初期のシステムであるADAWS-4ではリンク 10にしか対応していなかったが、ADAWS-7では北大西洋条約機構（NATO）で標準的なリンク 11に対応した。
その後、ADAWSの全面的な改良型として登場したのがADIMP（ADAWS Improvement）であり、システム区分はDAHとなった。ハードウェアは全面的に更新され、コンピュータはフェランティ社製FM1600シリーズの最新型にあたるF2420（旧称FM1600F）、海図台型コンソールもCCA（Captain's Combat Aid）となった。またソフトウェアもエディション20となったが、これは1993年にリリースされたエディション12をもとにした発展型であった。武器管制機能はアメリカ海軍のNTU (New Threat Upgrade) 改修艦に相当する改良が施されたほか、ACDSにおけるC2Pと同様に戦術データ・リンク機能を専用端末に移管する構成として、リンク 16の運用にも対応している。

### モデル一覧
- ADAWS-1 - カウンティ級駆逐艦後期型（バッチ2）が搭載[2]。
- ADAWS-2 - 82型駆逐艦が搭載[2]。
- ADAWS-3 - CVA-01級航空母艦に搭載予定だったが、後に建造自体が中止された[2]。
- ADAWS-4 - 42型駆逐艦が搭載しており、システム区分はDADとされた[5]。
- ADAWS-5 - インヴィンシブル級航空母艦が搭載[6][注 2]。
- ADAWS-6 - インヴィンシブル級航空母艦が搭載[6]。
- ADAWS-7 - ADAWS-4の改良型であり[8]、42型駆逐艦が搭載[10]。
- ADAWS-8 - 42型駆逐艦が搭載しており、システム区分はDAGとされた[5]。
- ADAWS-10 - ADAWS-5の改良型であり、インヴィンシブル級航空母艦が搭載[8]。
- ADIMP - ADAWSシリーズの全面的な改良型であり、インヴィンシブル級航空母艦および42型駆逐艦が搭載[8]。
- ADAWS-2000 - ADIMPの派生型であり[5]、ヘリコプター揚陸艦「オーシャン」が搭載[11]。